# Слинг
Слингът е приспособление за носене на бебето с 2 свободни ръце и равномерно разпределяне на тежестта на бебето върху тялото на носещия.

## Видове слинг

### Слинг-шал
Представлява дълго парче плат (като шал) с дължина от 4,5 m до 5,2 m и ширина от 45 cm до 70 cm от естествена материя, като в зависимост от начина на връзване и поставяне на бебето, слингът позволява носене на детето в различни пози от раждането до 3 годишна възраст. Носенето на бебе в слинг-шал е най-комфортно за носещия в сравнение с другите методи за носене на бебе, тъй като тежестта се разпределя равномерно между двете рамене и гръбнака, а бебето в слинга заема здравословна физиологична поза и може да се носи с часове. В слинг-шал с двойно кръстосано връзване бебето може да се носи обезопасено без изобщо да се налага да се придържа с ръка и така носещият разполага с две напълно свободни ръце, докато носи бебето си. 

### Слинг с халки
Той също представлява шал с двойно по-къса дължина в сравнение със слингът-шал (2 – 2,5 m), като в единя му край има пришити две халки. Носи се само на едното рамо и е по-неудобен при тежки бебета и дълго носене, но се слага и сваля много по-бързо и лесно в сравнение със слинг-шал и дава възможност да се променя позата на бебето в слинга с едно движение без бебето да се вади от слинга. Носенето на бебе в слинг с халки е лесно и практично и също толкова здравословно за бебето както и носенето в слинг-шал и може да се практикува неограничено време от раждането до 2 – 3 годишна възраст. В слинг с халки трябва да придържате бебето с една ръка особено, когато се навеждате или когато бебето порастне и стане по-подвижно.

### Май тай слинг
По функционалност прилича на слинг шал, в който бебето е поставено изправено опред или на гръб, но за разлика от шала, Май тай слинга се слага много лесно и бързо само с помощта на две вързалки. От гледна точка на дизайна, Май тай слинговете представляват междинното звено между слинг-шал и съвременното кенгуру, като съчетава в себе си предимствата и от двете – ергономична здравословна позиция на бебето, която дава възможност бебето безопасно да бъде носено с часове в здравословна поза на тялото, равномерно разпределяне на тежестта при носене, като в същото време се слага бързо и лесно както кенгуруто. Недостатъкът на май-тай слинга е, че той не е проектиран за носене на бебето легнало, а само изправено отпред или на гръб и не може да се ползва за бебета под 1 месец. В май тай слинг бебето може да се носи от навършване на 1 мес. до 3 – 4 годишна възраст, като дизайнът позволява бебето да суче или да спи в слинга, но в изправена позиция, не легнало.